# Pedley, Kalifornien
Pedley är en ort (CDP) i Riverside County, i delstaten Kalifornien, USA. Enligt United States Census Bureau har orten en folkmängd på 12 672 invånare (2010) och en landarea på 13,2 km².